# Jastrzębie (polana)
Jastrzębie – polana w Gorcach. Znajduje się na grzbiecie odchodzącym od Kudłonia w północnym kierunku, do miejscowości Lubomierz. Zajmuje wierzch tego grzbietu i górną część zboczy wschodnich opadających do doliny potoku Rychlów oraz zboczy zachodnich opadających do doliny potoku Rosocha. Nazwa polany pochodzi od gnieżdżących się tutaj dawniej drapieżnych ptaków. Dawniej polana była wypasana, miejscami koszona, a nawet niektóre jej fragmenty były uprawiane jako pole orne, o czym świadczą dobrze zachowane równoległe rzędy ugorów na jej podwierzchołkowych, wschodnich zboczach. Po zaprzestaniu użytkowania zarasta borówczyskami, maliniakami i lasem, część polany została też sztucznie zalesiona świerkami.
Z polany roztacza się jeden z najszerszych widoków na Beskid Wyspowy. Widoczna jest stąd większość jego szczytów od Lubonia Wielkiego aż po Modyń. We wschodnim kierunku widoczne są pobliskie wzniesienia Gorców: Wielki Wierch, Kiczora Kamienicka, Jaworzynka, grzbiet Gorca Troszackiego i Kudłoń, a w dole źródliska potoku Rosocha.
Polana znajduje się poza obszarem Gorczańskiego Parku Narodowego, w granicach wsi Lubomierz, w województwie małopolskim, w powiecie limanowskim, w gminie Mszana Dolna.
Szlaki turystyki pieszej
 Lubomierz – Jastrzębie – Kosarzysko – Pyrzówka – Kudłoński Baca – Polanczyna – Kudłoń. Odległość 5,7 km, suma podejść 650 m, czas przejścia 2 godz. 30 min, z powrotem 1 godz. 30 min.

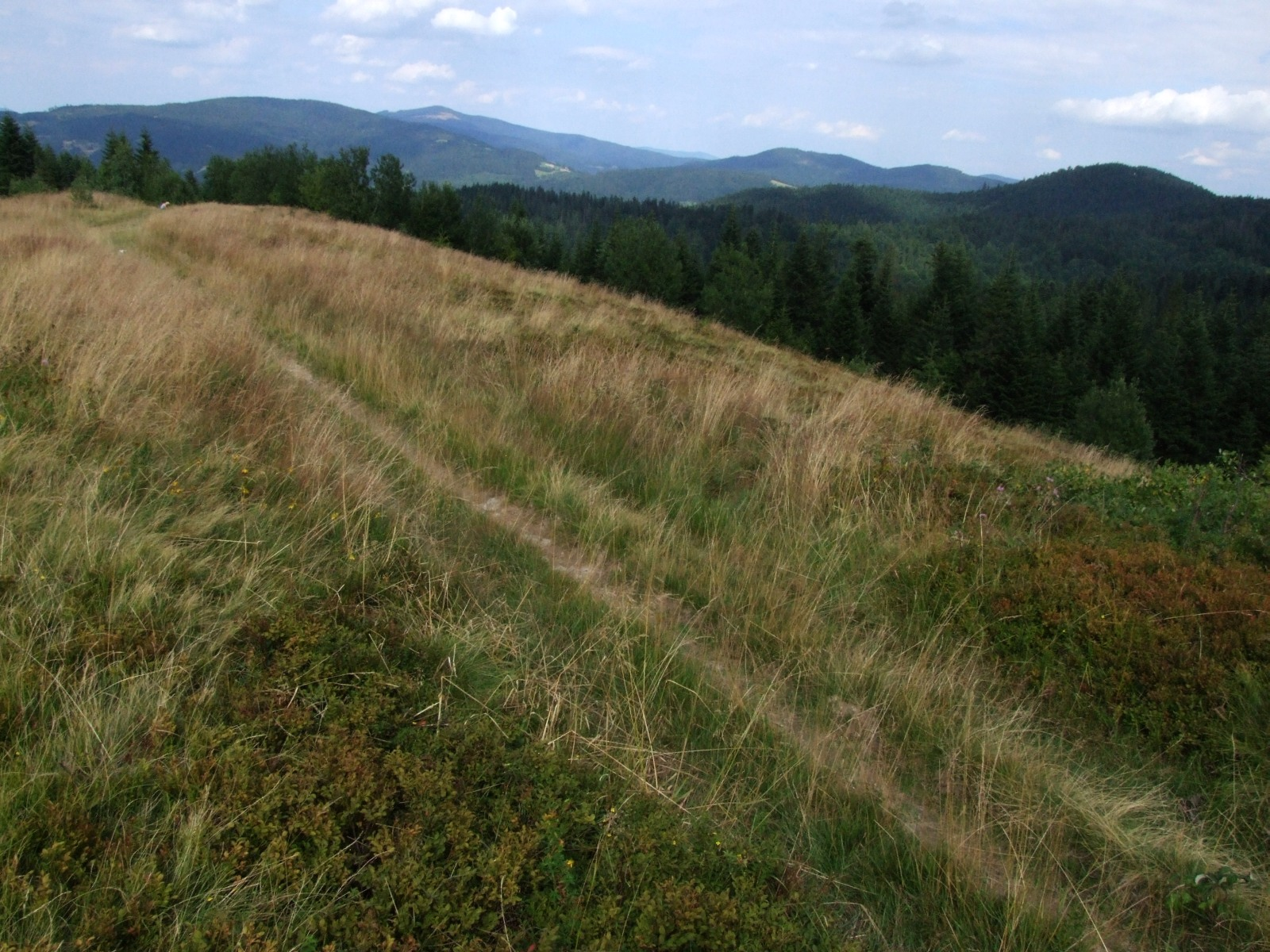
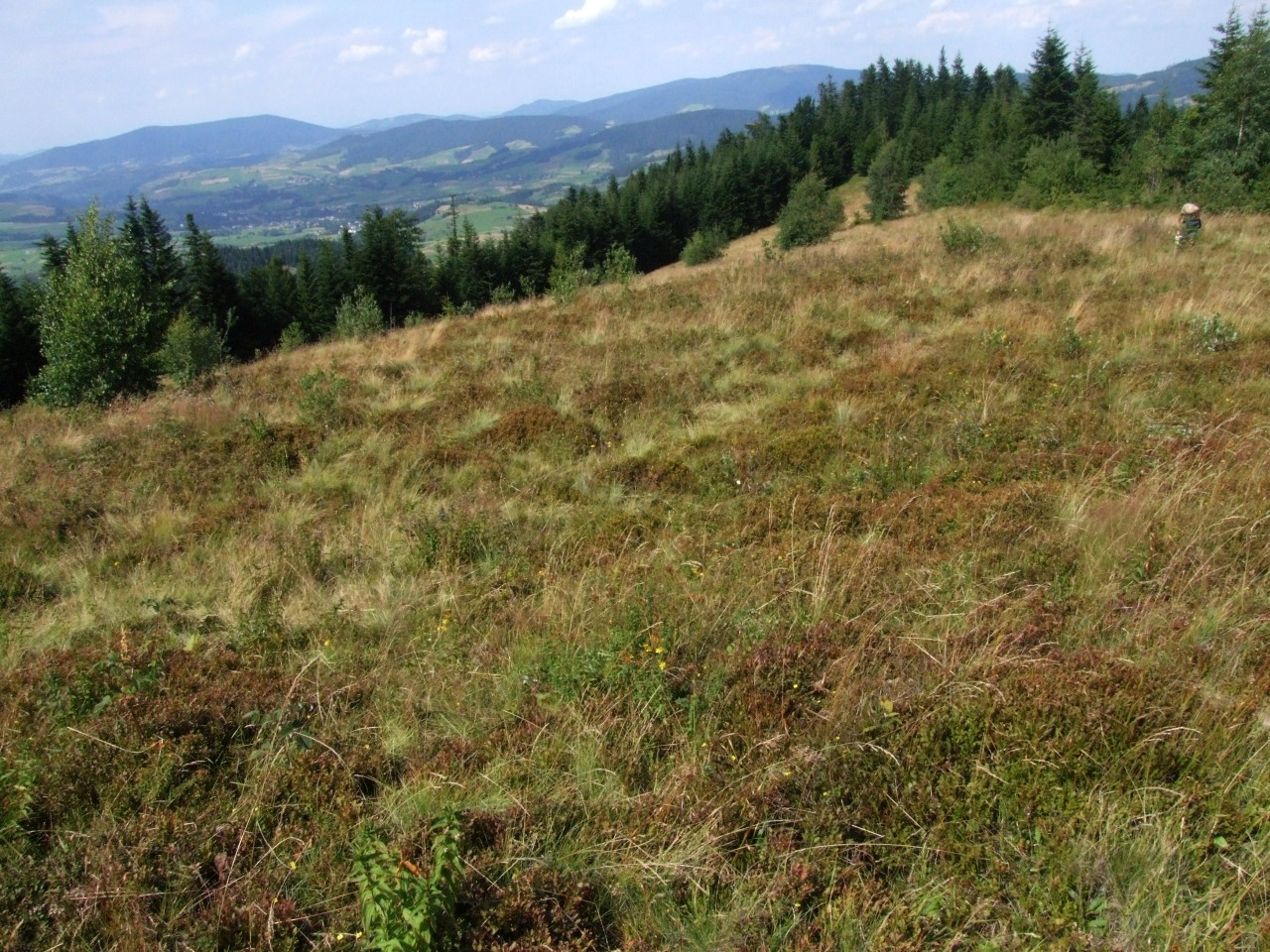
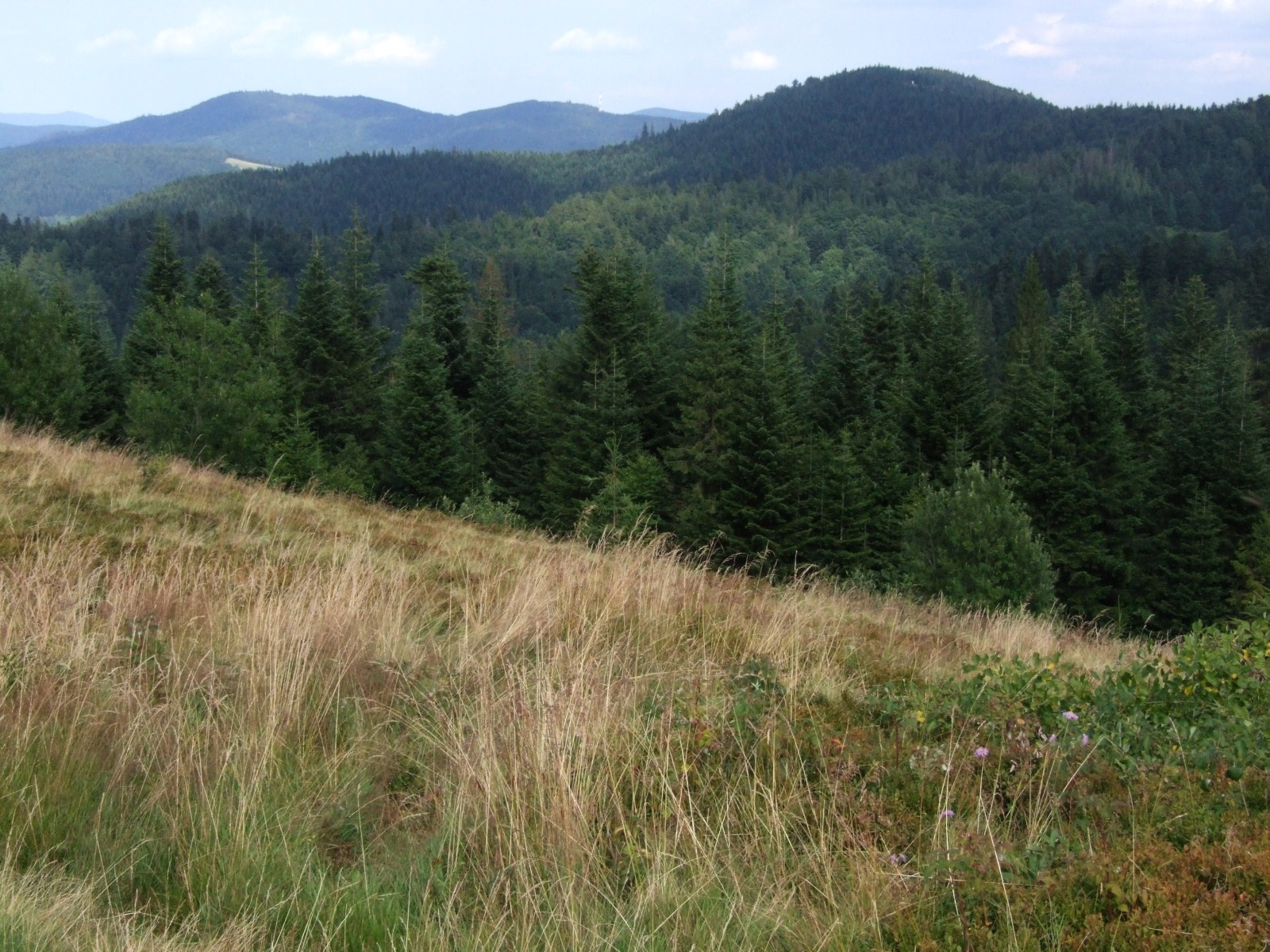
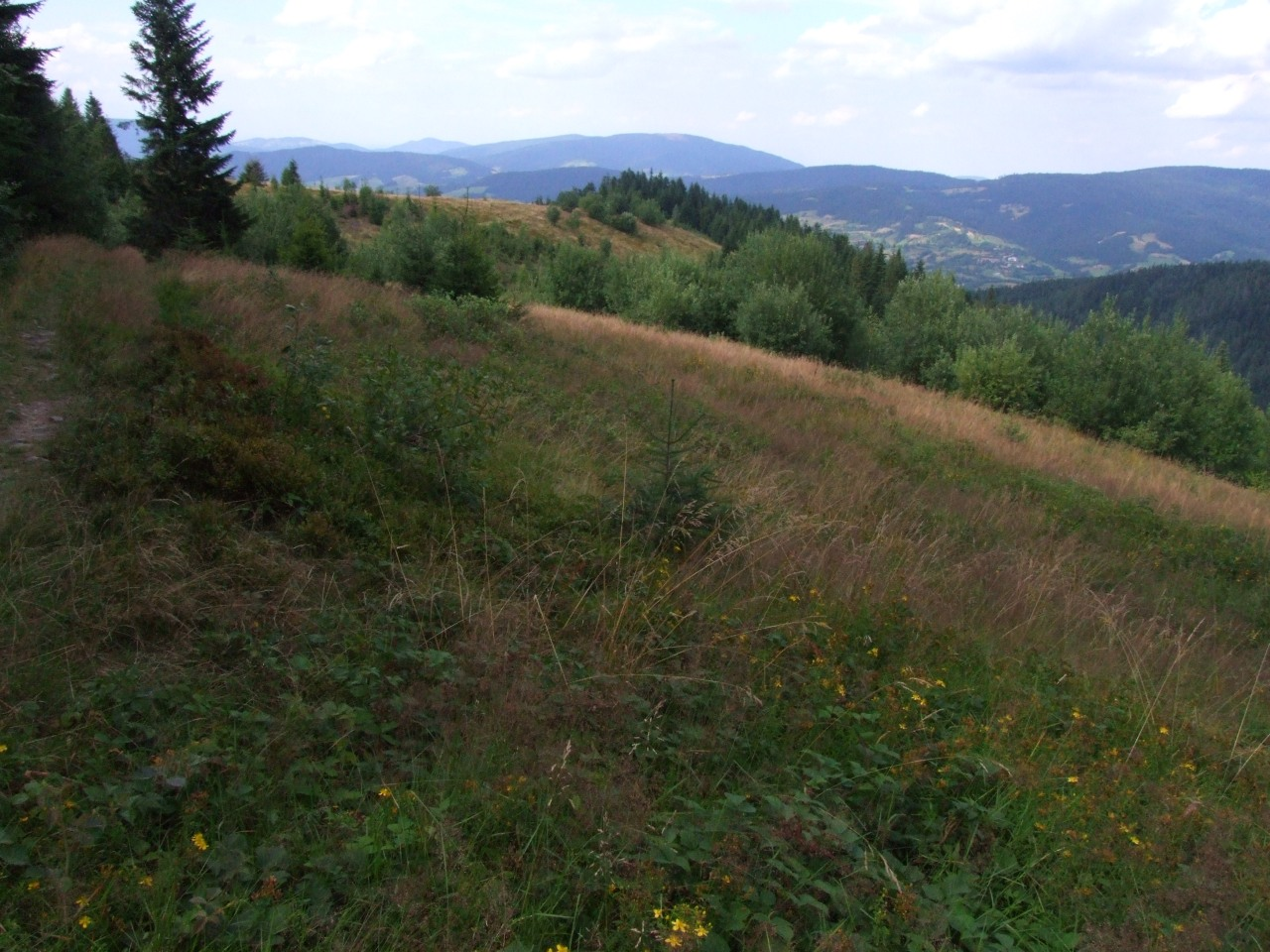